# Endechas canarias
Las Endechas, también conocidas como Endechas de Canarias, son unas composiciones poéticas de los siglos XV y XVI en las que un autor anónimo expresa un sentimiento lastimoso. Las más célebres son las Endechas a la muerte de Guillén Peraza (1447), que constituyen por el momento las muestras literarias más antiguas de las Islas Canarias. Las endechas están constituidas por el sentimiento que le pone el escritor a la endecha si es de tristeza, amor,etc.

## Tipos y características
Aunque la endecha es un tipo de composición breve generalmente fúnebre, en Canarias sólo se conserva la función elegiaca en el conjunto de endechas más antiguas, las denominadas Endechas a la muerte de Guillén Peraza, del siglo XV. Existen otros tipos, fechados en el siglo XVI, en las que predominan sentimientos de nostalgia, tristeza, desarraigo o desamor. 
Según su estructura, pueden clasificarse en tres grupos: a) endechas en trísticos monorrimos, formadas por tres versos de idéntica rima y generalmente decasílabos; b) endechas en dísticos monorrimos, que sólo poseen dos versos con las mismas características que las anteriores; y c) endechas en cuartetas hexasilábicas.

## LasEndechas a la muerte de Guillén Peraza
Fechadas en torno a 1443 y escritas para llorar la muerte del conquistador español Guillén Peraza alrededor de esa fecha, las Endechas a la muerte de Guillén Peraza constituyen, por el momento, el texto escrito más antiguo de la literatura canaria. Son cuatro endechas en trísticos monorrimos de gran belleza en las que destaca la especial referencia al paisaje canario. 
Reproducidas por primera vez por Andrés de Abreu y Galindo en el siglo XVII y posteriormente por José Viera y Clavijo, en el siglo XVIII, la crítica española no reparó en su importancia hasta que fueron comentadas por Marcelino Menéndez Pelayo a finales del siglo XIX. Desde entonces han sido motivo de numerosos estudios, desde Dámaso Alonso a Francisco Rico. En Canarias han suscitado enorme interés, tanto de literatos como José Pérez Vidal, Juan Álvarez Delgado, María Rosa Alonso y Maximiano Trapero, como de musicólogos de la talla de Lothar Siemens.

## Endechas aborígenes
A finales del siglo XV, el ingeniero italiano Capo Plaza, que había sido enviado a Canarias con la misión de analizar y reorganizar las fortificaciones insulares ante los ataques de los piratas, escribió una obra titulada Descripción de las Islas Canarias. En ella se refirió a ciertos cantos lamentosos o endechas que al parecer pervivían en las Islas Canarias como herencia de la cultura aborigen. Transcribió dos de ellas, una de Gran Canaria y otra del Hierro, con sus correspondientes traducciones:
Aicà maragà, aititù aguahae
Maicà guere, demacihani
Neigà haruuiti alemalai

(¡Sed bienvenidos! Mataron a nuestra madre
esta gente forastera. Mas ya que estamos reunidos
hermano, me quiero casar, ya que estamos perdidos.)

Mimerahanà zinu zinuhà
Ahemen aten haran hua
Zu Agarfú fenere nuzà.

(Acá nos traen. Acá nos llevan.
Qué importa leche, agua y pan,
si Agarfa no quiere mirarme.)

La pervivencia de estos textos en lengua guanche ha permitido que algunos investigadores, como Juan Álvarez Delgado, propongan un origen prehispánico para las endechas de las islas. Al perderse, con el tiempo, la lengua aborigen, los canarios utilizarían la lengua castellana, pero respetando el tono y el sentido que tradicionalmente se les había dado en la antigua lengua. También se ha visto una influencia sefardí en este tipo de composiciones, pues son similares a las que todavía se conservan en la comunidad sefardí de Marruecos.

## Las endechas de los cancioneros
En la actualidad se conocen más de 150 endechas canarias, sin contar con sus variantes. Las más antiguas fueron citadas por el historiador Juan de Abreu y Galindo y el ingeniero Leonardo Torriani, pero gracias a la labor de investigadores recientes, como Margit Frenk Alatorre, se han podido localizar numerosas composiciones en diversos cancioneros del siglo XVI, como el de Toledo o el de Évora, el Cartapacio de Pedro de Lemos o el de Juan de Mal Lara. Las endechas lograron tener gran fama en la corte castellana del siglo XVI, donde eran apreciadas por su música. Por ello aparecieron también en célebres tratados de música, como el Libro de música de vihuela, de Diego Pisador (1552) o la Declaración de los instrumentos musicales (1555) de Juan Bermudo. 
Las siguientes endechas canarias del siglo XV expresan abiertamente el desarraigo, característica propia de la literatura canaria posterior:

De la mar larga me quiero quejar,
pues dio largura para mi navegar,
que fue principio de todo mi mal.

Tal es mi corazón en el pesar
como la peña en medio del mar,
que una ola le viene y otra le va.

### Bigliografía
- ARTILES, J. y QUINTANA, I. (1978), Historia de la literatura canaria, Las Palmas de Gran Canaria.

- TRAPERO, M. (2000), Las endechas “de Canarias”, en Literatura Canaria. Historia Crítica, Las Palmas de Gran Canaria.